# Krohnittella tokiokai
Krohnittella tokiokai är en djurart som tillhör fylumet pilmaskar, och som beskrevs av Bieri 1974. Krohnittella tokiokai ingår i släktet Krohnittella och familjen Krohnittellidae. Inga underarter finns listade i Catalogue of Life.